# Komló

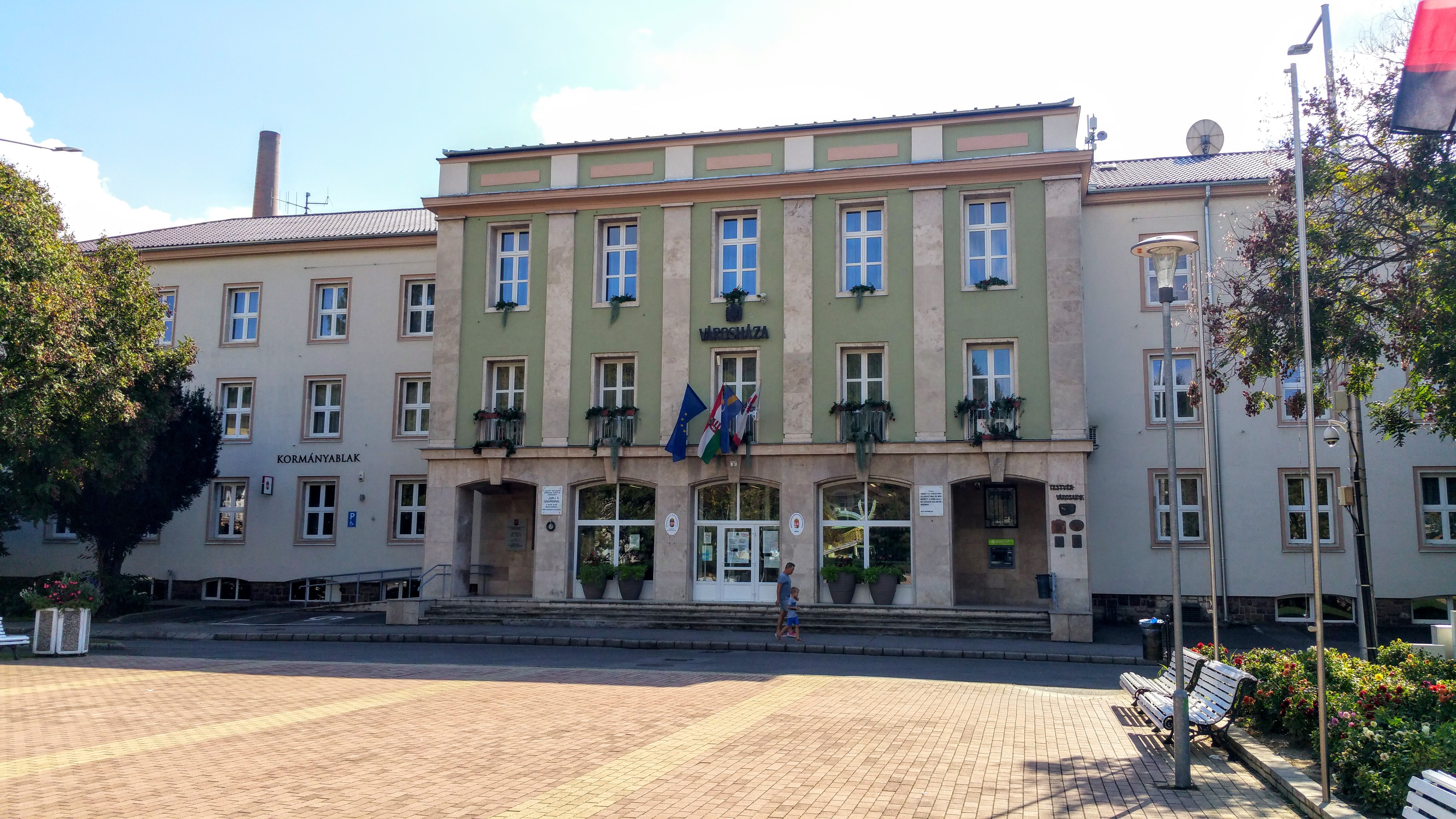
Stadshuset.

Komló (kroatiska: Komlov) är en stad i Ungern med 22 465 invånare (2020). Komló, som ursprungligen var en mindre by, blev en planerad gruvstad under kommunisttiden. Staden var Folkrepubliken Ungerns näst största gruvcentrum efter Tatabánya. Efter att stadens kolgruvor stängdes på 1990-talet har Komló drabbats av kraftig ekonomisk nedgång och har fortfarande, 2009, en stor andel arbetslösa. 

Komlós Vapensköld